# Faissal Al Mazyani
Faissal Al Mazyani (Antwerpen, 18 januari 2005) is een Belgisch-Marokkaans voetballer die doorgaans als verdediger speelt. Hij verruilde in 2024 KRC Genk voor RKC Waalwijk.

## Clubcarrière
Al Mazyani ruilde in 2015 de jeugdopleiding van Waasland-Beveren voor die van KRC Genk. In mei 2021 ondertekende Al Mazyani een driejarig contract bij Genk. Op 2 februari 2022 debuteerde hij voor Jong Genk in de Challenger Pro League tegen SL16 FC (2-2). Hij maakte zijn eerste en enige doelpunt voor Jong Genk tegen Dender EH op 1 oktober 2023.
Medio 2024 maakte Al Mazyani de overstap naar RKC Waalwijk in de Eredivisie.  Hij maakte zijn debuut op 19 oktober tegen FC Twente (2-2). Hij kwam met nog een kwartier te spelen in de ploeg voor Tim van de Loo. Op 17 december maakte hij zijn eerste doelpunt voor de club, in de KNVB Beker tegen SC Cambuur (4-1). Al Mazyani ontwikkelde zich snel tot basisspeler bij de Waalwijkers.

## Interlandcarrière
Al Mazyani speelde interlands voor zowel Belgische als Marokkaanse jeugdelftallen. Met Marokko –20 speelde hij tien vriendschappelijke wedstrijden, waar hij aanvoerder was. Al Mazyani maakte op 10 september 2023 een doelpunt tegen België –20 (4-0).

## Clubstatistieken
| Seizoen         | Club            | Competitie      | Competitie | Competitie | Beker | Beker | Overig | Overig | Totaal | Totaal |
| Seizoen         | Club            | Competitie      | Wed.       | Dlp.       | Wed.  | Dlp.  | Wed.   | Dlp.   | Wed.   | Dlp.   |
| --------------- | --------------- | --------------- | ---------- | ---------- | ----- | ----- | ------ | ------ | ------ | ------ |
| 2022/23         | Jong Genk       | Eerste klasse B | 21         | 0          | —     | —     | —      | —      | 16     | 0      |
| 2023/24         | Jong Genk       | Eerste klasse B | 25         | 1          | —     | —     | —      | —      | 25     | 1      |
| 2024/25         | RKC Waalwijk    | Eredivisie      | 13         | 0          | 2     | 1     | 0      | 0      | 15     | 1      |
| Carrière totaal | Carrière totaal | Carrière totaal | 59         | 1          | 2     | 1     | 0      | 0      | 61     | 2      |

Bijgewerkt op 15 maart 2025
1 Houwen ·
2 Lelieveld ·
3 Van den Buijs ·
4 Van Gelderen ·
5 Familia-Castillo ·
6 Oukili ·
7 Cleonise ·
8 Vroegh ·
9 Zawada  ·
11 Jakobsen ·
13 Kesting ·
14 Lokesa ·
16 Spenkelink ·
17 Van Eijma ·
18 Van der Water ·
19 Margaret ·
20 Takidine ·
21 Van Osch ·
22 Van de Loo ·
23 Van der Venne ·
24 Roemeratoe ·
28 Meijers ·
29 Kramer ·
30 Weidmann ·
31 Vogels ·
32 El Yaakoubi ·
33 Al Mazyani ·
34 Wouters ·
35 Felida ·
52 Ihattaren ·
Coach: Fraser
· Assistent-coach: Auassar
· Assistent-coach: Roorda
· Keeperstrainer: Tinus